# El Cerezo
El Cerezo es un despoblado español del municipio de Ledesma, perteneciente a la provincia de Salamanca, en la comunidad autónoma de Castilla y León.

## Historia
Hacia mediados del siglo XIX, el lugar era referido como una alquería perteneciente a Ledesma. Aparece descrito en el sexto volumen del Diccionario geográfico-estadístico-histórico de España y sus posesiones de Ultramar de Pascual Madoz con las siguientes palabras:

CEREZO (el): alq. en la prov. de Salamanca, part. jud. y ayunt. de Ledesma, propiedad de D. Gerónimo Mora, vec. de este pueblo; tiene algun monte de encina de 5 á 6 yugadas: está al S. de Tormes; N. de Zafroncillo; por N. y E. está Bóveda, por el Tormes y lindando con Ledesma por N. y NO.
(Madoz, 1847, p. 330)

En 2022, no tenía empadronado ningún habitante.